# Borja Soler
Borja Soler (Valencia, 30 de abril de 1983) es un director, guionista y productor español.
Conocido por crear y dirigir la serie La Ruta (2022) de Atresplayer, Mindanao (2021) cortometraje nominado al Goya, y dos episodios de Antidisturbios, serie ganadora del Premio Feroz a Mejor Serie Dramática en 2021.

## Biografía
Su primer trabajo en el cine fue de codirector en Stockholm (2013), dirigida por Rodrigo Sorogoyen y protagonizada por Aura Garrido y Javier Pereira. La película recibió numerosas nominaciones y premios en distintos festivales y ceremonias, llevándose incluso el Premio Feroz a Mejor Película de Dramática.
Su filmografía además cuenta con los cortometrajes de Ahora seremos felices (2018), Snorkel (2019) y Mindanao (2021), protagonizado por Carmen Machi y nominado a mejor cortometraje de ficción por los Premios Goya 2022. 
Actualmente dirige La Ruta, serie de Atresplayer.

## Filmografía

### Películas
- 2013: Stockholm
- 2018: Ahora seamos felices (cortometraje)
- 2019: Snorkel (cortometraje)
- 2021: Mindanao (cortometraje)[8]

### Televisión
- 2022: La Ruta
- 2021: Antidisturbios

## Premios
Premios Goya
| Año  | Categoría                     | Película | Resultado |
| ---- | ----------------------------- | -------- | --------- |
| 2022 | Mejor cortometraje de ficción | Mindanao | Nominado  |